# UK Subs
Die UK Subs ist eine britische Band, die 1976 als eine der ersten Punkbands in London gegründet wurde. Der Name steht abgekürzt für „The Subversives“ (siehe: Subversion). Da es bereits eine schottische Band gleichen Namens gab, hatte man UK vorangestellt.

## Bandgeschichte

### 1976–1979

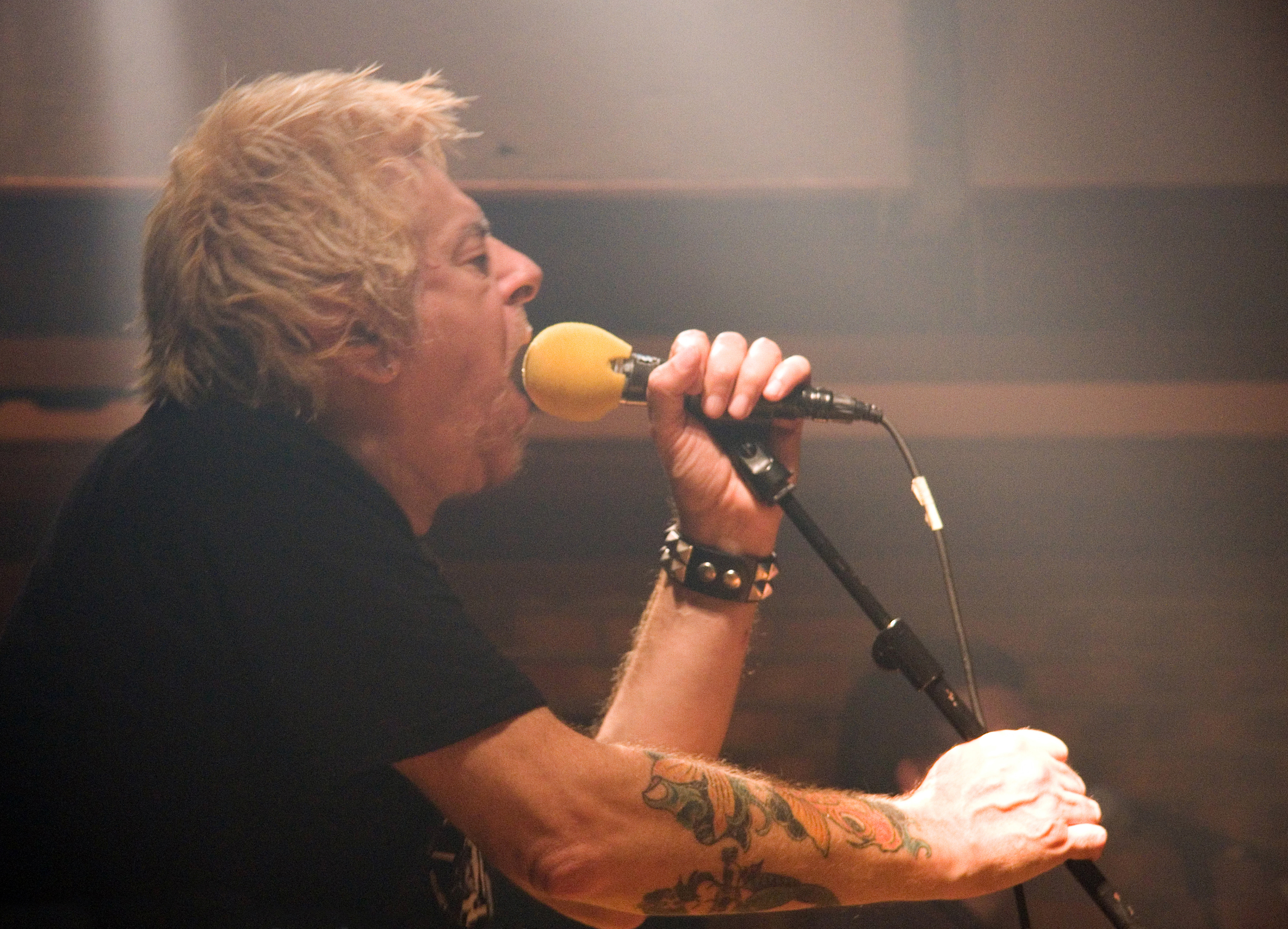
Charlie Harper 2008

Charlie Harper spielte zuvor Rhythm-and-Blues mit „The Marauders“. Im Roxy Club hatten ihn The Damned begeistert, deshalb gründete er die UK Subs, mit der er ebenfalls diese Musikrichtung verfolgen wollte.
Zunächst spielte Steve Slack den Bass, Richard Anderson die Gitarre und Robbie Harper das Schlagzeug. Kurz darauf wurde Anderson durch Greg Brown ersetzt. Es gab einen neuen Schlagzeuger namens Steve Jones, und Dave Collins spielte Saxophon. Im Oktober 1977 wurde der Gitarrist Nicky Garrat in die Band aufgenommen.
Die UK Subs spielten in dieser Zeit viele Livegigs in London, zum Beispiel im „Western Counties Pub“, im „Castle Pub“ oder im Roxy Club. Alles organisierte Charlie Harper von seinem Frisörsalon in Tooting aus, wo er tagsüber arbeitete, und der für lange Jahre Treffpunkt der Band wurde. 1977 nahm die Band im Roxy ein Liveset auf in der Hoffnung, es würde als ihr Album veröffentlicht werden, aber die Aufnahmen landeten in der Schublade und kamen erst 1980 unter dem Titel Live Kicks heraus.
Sie spielten nun im 100 Club und im Vortex, John Peel lud sie 1977 und 1978 mehrmals ins Studio ein und es kam zu einem Plattenvertrag mit dem Label „GEM“.
Das Debütalbum Another Kind of Blues erreichte Platz 21 der englischen Charts, außerdem gab es eine ganze Reihe von Hitsingles der UK Subs. Jede Chartsingle hatte einen Fernsehauftritt bei Top of the Pops zur Folge.
Alle renommierten Musikzeitschriften – wie beispielsweise das Sounds Magazin, das eine zweiseitige Titelstory über die Band veröffentlichte und der Melody Maker – berichteten über die Band.
Zudem waren sie Gegenstand von Julien Temples Filmdokumentation Punk Can Take It. Sie tauchten auf dem Glastonbury Festival auf und September und Oktober 1979 gaben sie während ihrer ersten ausgedehnten Englandtour unter anderem drei Konzerte im Marquee.
1980 begleiteten sie die Ramones auf einigen Stationen in Europa, auf einer kleinen Tour in den USA traten sie bei The Police als Vorband auf.
Als weiteres Studioalbum wurde Brand New Age veröffentlicht und kletterte in den Charts genauso nach oben, wie das Livealbum Crash Course, das Ende Mai 1980 im Londoner Rainbow Theatre aufgezeichnet wurde.

### 1981 bis heute

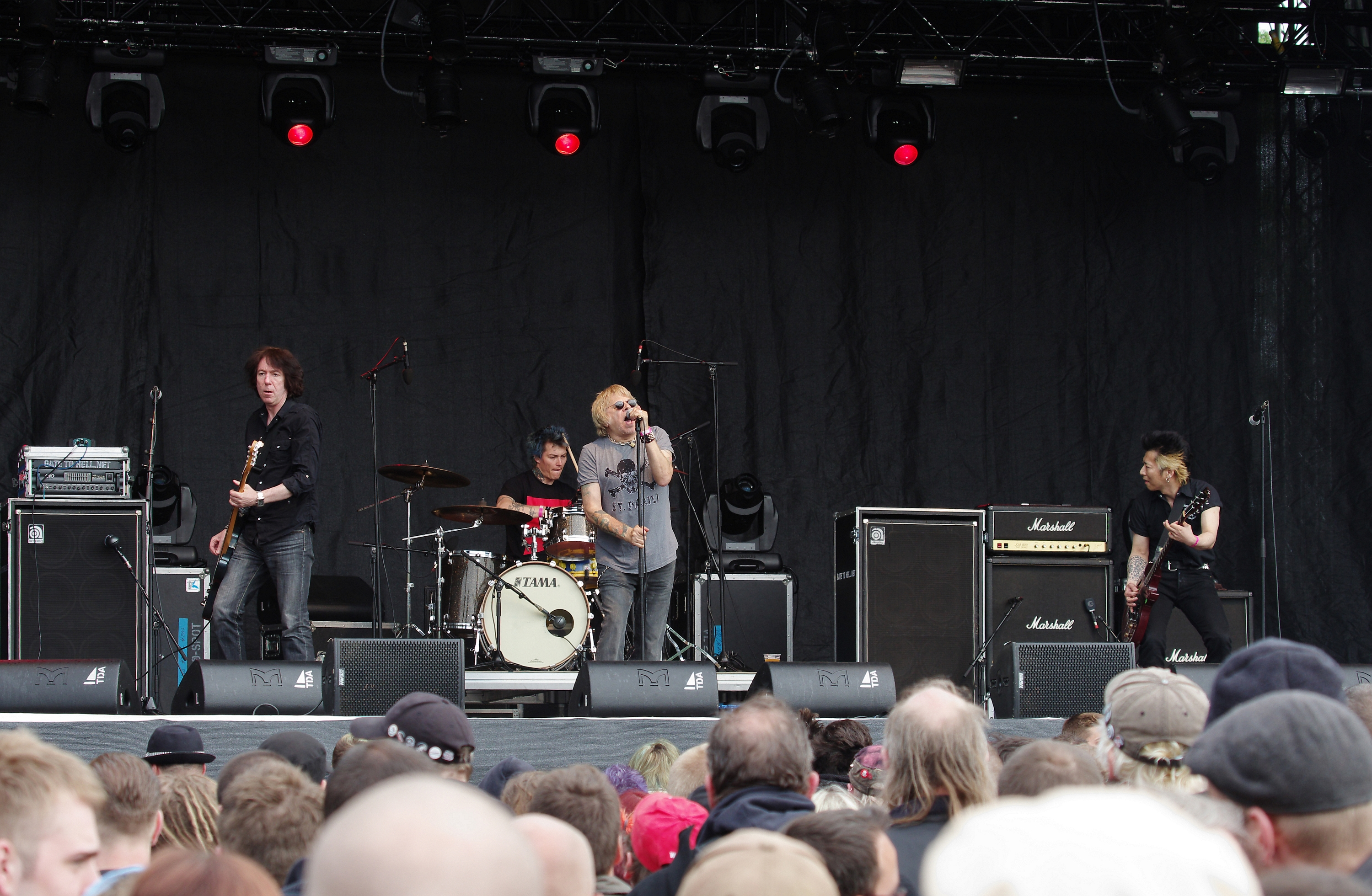
UK Subs (Ruhrpott Rodeo 2013)

Als sich das öffentliche Interesse in den frühen 1980er Jahren von Punk nach New Wave und Synthie-Pop bewegte, schwand auch die Popularität der UK Subs. Wie bereits in früheren Zeiten wechselten nun wieder ständig die Bandmitglieder, und obwohl Frontmann Charlie Harper schließlich als einziges Gründungsmitglied mitspielte, löste sich die Band nicht auf. Mit den Alben Diminished Responsibility und Endangered Species, mit denen die Tradition fortgeführt wurde, bei offiziellen Alben den Anfangsbuchstaben der Titel dem Alphabet folgen zu lassen, änderten sie jedoch ihren Sound in Richtung Hardrock und Heavy Metal.
Die Band reiste in den folgenden Jahren durch halb Europa mit Stationen in Holland, Österreich, der Schweiz und Deutschland. In Finnland spielten sie als Vorgruppe von Hanoi Rocks und in den USA spielten sie einige Konzerte in Los Angeles, Chicago und Detroit.
Im Frühjahr 1983 gaben sie als erste westliche Punkrockgruppe, die ein kommunistisches Land betrat, einige Vorstellungen in Polen.
Die Band ist bis heute noch weltweit unterwegs und spielt hauptsächlich in Clubs und auf Festivals.
2021 wurde Schlagzeuger Jamie Oliver nach einem in der Öffentlichkeit kritisierten Beitrag in sozialen Medien zum Tod von David Amess aus der Band geworfen.

### Ablehnung der Einreise in die USA
Im März 2025 war die Band unterwegs zu einem Gig in Los Angeles, doch am Flughafen wurde einigen der Musiker die Einreise in die USA verwehrt. Alvin Gibbs, Marc Carrey und Stefan Häublein wurden inhaftiert, von Grenzbeamten verhört und später wieder nach Großbritannien abgeschoben. Einzig Sänger Charlie Harper durfte einreisen und spielte letztlich die geplante Show mit Ersatzmusikern. Gibbs schrieb nach seiner Rückkehr auf Facebook, dass ihnen die genauen Gründe der Ablehnung nicht mitgeteilt wurden, er hatte aber den Verdacht, dass seine zuvor getätigten negativen Äußerungen über Präsident Donald Trump vielleicht eine Rolle gespielt haben könnten.

## Alben
- 1979 Another Kind Of Blues
- 1980 Brand New Age
- 1980 Crash Course  (Livealbum)
- 1981 Diminished Responsibility
- 1982 Endangered Species
- 1982 A.W.O.L.
- 1983 Flood of Lies
- 1985 Gross Out USA
- 1985 Huntington Beach
- 1986 In Action (Tenth Anniversary)
- 1987 Japan Today
- 1988 Killing Time
- 1990 Live In Paris
- 1991 Mad Cow Fever
- 1993 Normal Service Resumed
- 1994 Occupied
- 1995 Peel Sessions
- 1996 Quintessentials
- 1997 Riot
- 1999 Sub Mission  (Sammelalbum)
- 2000 Time Warp  (Doppelalbum)
- 2002 Universal
- 2005 Violent State
- 2008 World War  (Livealbum)
- 2011 Work In Progress
- 2013 XXIV
- 2015 Yellow Leader
- 2016 Ziezo[4]